# Ixias pyrene
Ixias pyrene är en fjärilsart som först beskrevs av Carl von Linné 1764.  Ixias pyrene ingår i släktet Ixias och familjen vitfjärilar. Inga underarter finns listade i Catalogue of Life.

## Bildgalleri

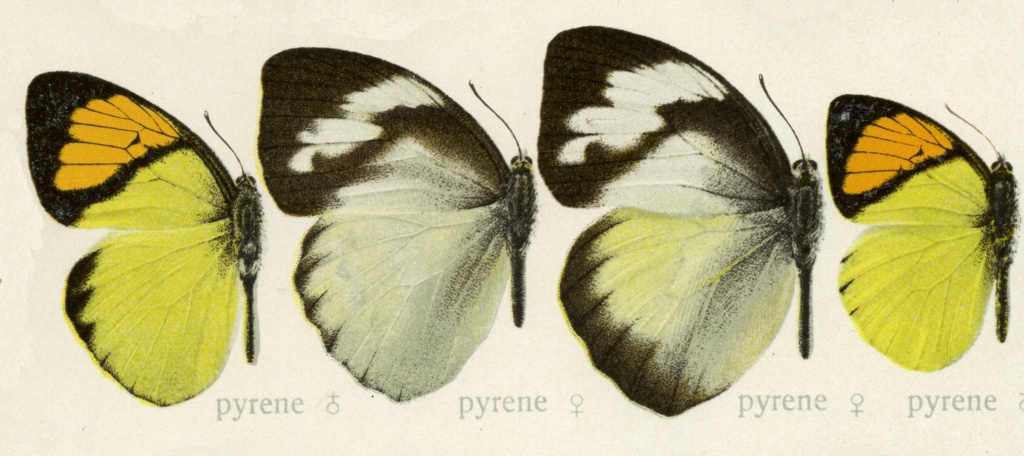
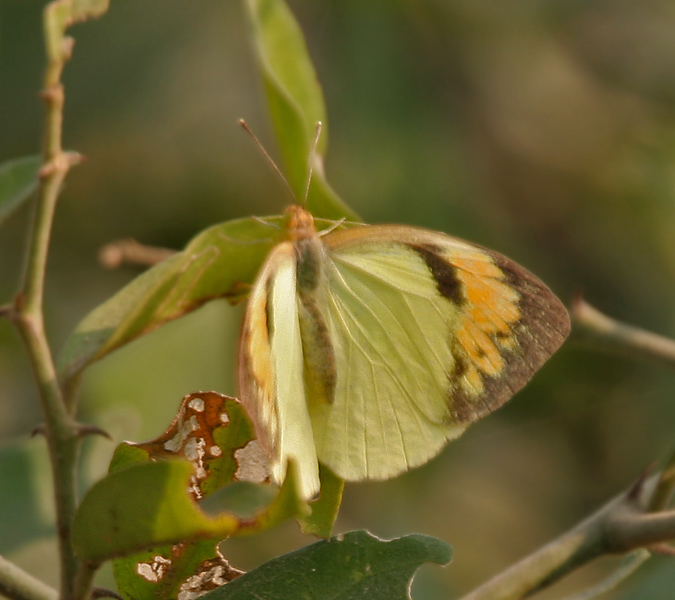
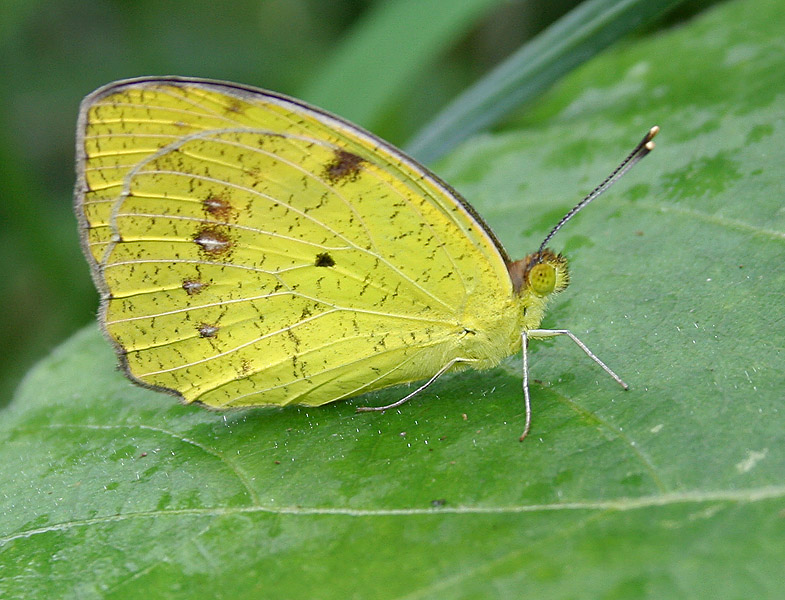
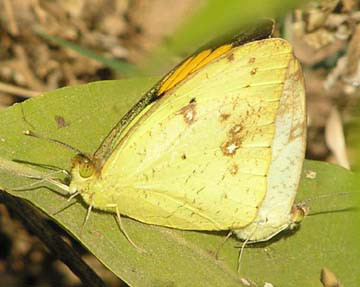
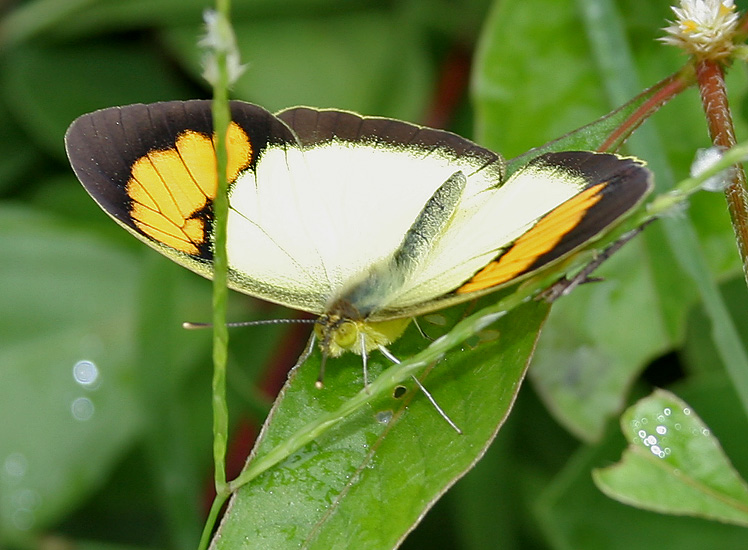
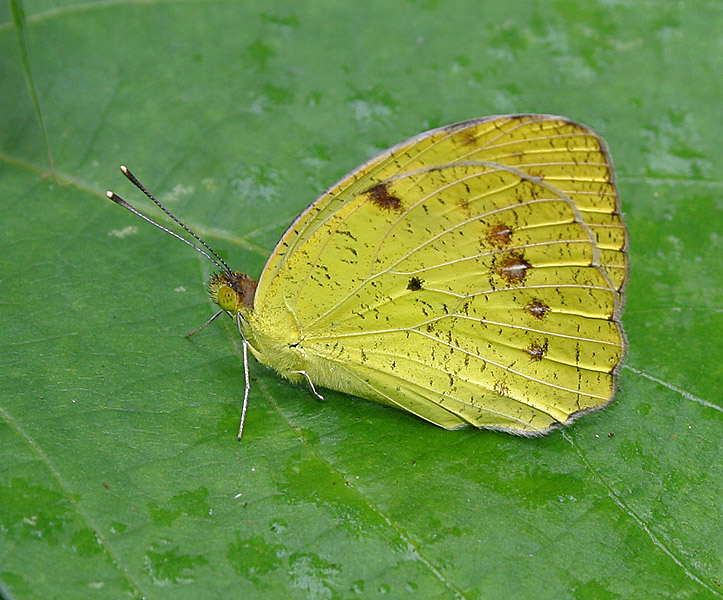